# Xanthomyrtus taxifolia
Xanthomyrtus taxifolia là một loài thực vật có hoa trong Họ Đào kim nương. Loài này được (Ridl.) Merr. miêu tả khoa học đầu tiên năm 1928.